# Борис Василькович
Бори́с Василько́вич (24 июля 1231, Ростов — 16 сентября 1277, Золотая Орда) — князь ростовский (1238—1277), сын князя Василька Константиновича. Названый брат монгольского царевича Даир Кайдагул Орда-Ичинова.

## Биография
В 1238 году, во время Битвы на реке Сити с монгольскими войсками под началом темника Бурундая, погиб Всеволод Константинович ярославский, а Василько Константинович был взят в плен и убит. По смерти отца Борис с младшим братом Глебом поделил, по существовавшему тогда отчинному раздельному владению, между собой Ростовское княжество таким образом, что Ростов взял Борис, а Белоозеро — Глеб, хотя де факто оба они, по малолетству своему, жили в Ростове при матери княгине Марье Михайловне, которая и управляла всем княжеством.
Во время монгольского похода в Северо-Восточную Русь в 1237—1238 гг. Поволжье не подверглось, вероятно, такому разорению, как столичный Владимир, и Ростовское княжество становится средоточием церковной и общественной жизни Северо-Восточной Руси.
В 1243—1246 годах все русские князья признают вассальную зависимость от правителей Улуса Джучи (Золотой Орды), и как следствие от Монгольской империи. В 1243 г. великий князь владимирский Ярослав Всеволодович направился в ставку Батыя, где получил ярлык на владимирское, и судя по всему киевское княжение, и был признан старшим над всеми русскими князьями.
В 1244 году единственный взрослый князь Ростовского дома князь угличский Владимир со своими племянниками: князем ростовским Борисом (13 лет), князем белозерским Глебом (7 лет) и князем ярославским Василием (15 лет) поехали в Орду, где признали свой вассальную зависимость от правителей Улуса Джучи, и получили от хана Батыя ярлыки на правление своими княжествами.

 Въ лѣто 6752 (1244). Князь Володимир Костянтинович, Борис Василкович, Василiй Всеволодовичь, и съ своими мужи, поѣхаша въ Татары къ Батыеви про свою отчину; Батый же почтивъ я честью достойною, и отпустивъ я, разсудивъ им, кагождо въ свою отчину, и прiѣхаша съ честью на свою землю. 

В 52 лето. Князи руския поидоша: князь Володимер Конъстянтиновичь, князи Борис да Глеб Васильевичи, князь Василеи Всеволодовичь про вотчины, их пожаловал. 
В 1245 году из столицы Монгольской Империи Карокорума вернулся сын владимирского князя Константин. После этого в ставку Батыя отправилась представительная княжеская делегация, состоявшая из Ярослава Киевского и Владимирского, его братьев Святослава Суздальского, Ивана Стародубского, князей ростовского дома: Владимира Угличского, Бориса Ростовского, Глеба Белозерского и Василия Ярославского. То есть практически все князья Северо-Восточной Руси вторично отправились в степь. Кроме того, именно в 1245 г. в Орду поехал Даниил Романович Галицкий с целью сохранить свои владения.

«Въ лѣто 6753 (1245). … Того же лѣта князь велики Ярославъ Всеволодовичь, <…>, з братьею своею, и з братаничемъ своимъ со княземъ Владимеромъ Констянтиновичемъ, и з братаничя его Василка Ростовскаго съ сынми Борисомъ и Глебомъ и братаничя его Всеволода съ сыномъ Василiемъ Всеволодичемъ <…> поиде во Орду къ царю Батыю». 
Князь Борис провёл в Орде в общей сложности 4 года, что составляет 8,7 % от всей продолжительности его жизни. Из всех русских князей за весь период вассальной зависимости от Золотой Орды Борис ездил в Орду 8 раз, как затем Иван Калита и Семён Гордый. Причиной многократных поездок было то, что хотя ярлык выдавался русскому князю один раз на все время правления, необходимость в новом ярлыке возникала либо при смене каана, либо при отстранении самого князя от власти и выдачи нового ярлыка другому князю.
В 1249 году Александр Невский с братом Андреем вернулись во Владимир из Каракорума, куда они ездили для получения ярлыков после гибели там же своего отца в 1246 году. Александр получил ярлык на киевское княжение и «всю Русскую землю», а Андрей на владимирское княжение. К ним во Владимир приехали князья ростовского дома: Василий Ярославский, Борис Ростовский, Глеб Белозерский, Владимир Угличский. Во время этой поездки умер Василий Ярославский. Как отмечают летописи, на его похоронах присутствовали Александр Невский, Глеб с братом Борисом, и их мать княгиня Мария.
В 50-х годах XIII в одна часть князей, в основном юго-западных, во главе с князем Даниилом Галицким, а также его зять Андрей Ярославич, а также Ярослав Ярославич — братья Александра Невского — пытались избавиться от ордынской зависимости. Другая часть русских князей во главе с Александром Невским, были лояльны Орде. Ближайшими сподвижниками Александра были ростовские князья Борис Ростовский и Глеб Белозерский.
Князь Борис получил свой ярлык в период регентства Дорегене, удерживающую трон в интересах своего сына Гуюка, который стал кааном в 1246 году, а в 1248 году умер. Все русские князья должны получить новые ярлыки, и в 1250 году Борис ездил в Орду к сыну и соправителю Батыя — Сартаку: ему, христианину, вероятно, несторианской конфессии — Батый поручил управлять русскими делами. С этого момента русские должны были иметь дело только с Сартаком.

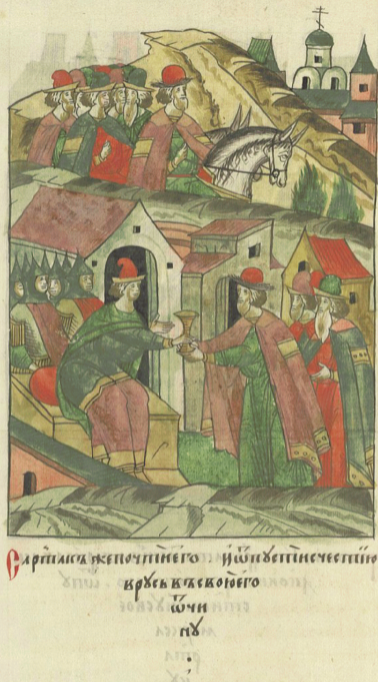
Борис Василькович у Сартака

В 1251 году междуцарствие в Монгольской империи подошло к концу, и новым великим ханом был избран Мункэ (фактически — ставленник Бату). Это событие вызвало необходимость возобновления всех ярлыков на княжение. Однако, благодаря близким отношениям между Мункэ и Бату и широким полномочиям, которые Мункэ дал Бату, русские князья в то время должны были ехать в Сарай на нижнюю Волгу, а не в Каракорум. 
Бату умер около 1255 г., и ему наследовал сын Сартак. Его смерть не оказала никакого воздействия на положение русских князей, поскольку они уже находились под властью Сартака. В этом же 1255 г., нуждаясь в большом количестве войск для китайской кампании и для предполагаемого завоевания Ближнего Востока, каан Мункэ приказал провести новую перепись населения во всей империи, для того чтобы рекрутировать воинов и собрать налоги.
После смерти Бату на престол улуса Джучи, кроме его сына Сартака, претендовал и его брат Берке. Из-за разразившегося между Сартаком и Берке конфликта, по приказу Берке, его брат Беркечар отравил Сартака, возвращающегося в 1256 году из Карокорума через его улус. Каан Мунке, настроенный против Берке, отдал престол Улуса Джучи Улагчи, малолетнему сыну Сартака. Русские князей были вызваны в Сарай для возобновления ярлыков.
В 1257 г. Александр Невский, видя поражение партии Бату от партии Берке в Улусе Джучи, вместе с князьями Андреем Суздальским, Борисом Ростовским и Глебом Белозерским ездили в Каракорум к великому хану Мункэ.
Инициированная в преддверии китайской компании кааном Мункэ в 1255 году всеимперская перепись началась в русских княжествах в 1257 году. Она прошла в Суздальском, Муромском и Рязанском княжествах и должна была начаться в Новгороде. Эта новость вызвала в городе волнения. Был убит посадник Ананья и потом убит его преемник Михалко Степанович. Правивший в Новгороде сын Александра Невского Василий принял сторону горожан и после прибытия Александра Невского с монгольскими чиновниками в город бежал в Псков.
За провал переписи в Новгороде в 1258 году в Орду были вызваны Александр Невский, Борис Ростовский и братья Александра Андрей и Ярослав.
В 1259 году в Новгород прибыл посол из Владимира с ультиматумом, что в Суздале уже собраны войска, готовые выступить на Новгород, если перепись не будет проведена. Новгородцы согласились, и в Новгород отправились монгольские чиновники в сопровождении Александра Невского, Андрея Суздальского и Бориса Ростовского. Совместные русско-монгольские войска в это время стояли в крепости Городище, на юге от Новгорода на берегу Волхова. Однако горожане опять взбунтовались, и войска были введены в город. Перепись была проведена.

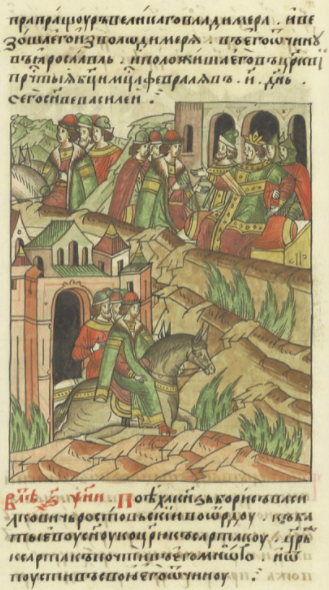
Борис Ростовский приезжает в Орду к Батыю

В 1268 году завершилась война Золотой Орды с Ильханатом. Борис, также как и другие русские князья, получили в лагере Менгу-Тимура ярлыки на княжение.
В 1277/78 годах ростовские войска участвовали в походе на Северный Кавказ, область аланов, относящуюся к Улусу Джучи. Командовать ростовскими войсками Борис отправил своего младшего сына Константина, а сам поехал с женой и старшим сыном Дмитрием в Орду. В этой поездке 16 сентября 1277 года он скончался. Тело его было перевезено женою и сыном в Ростов и 13 ноября того же 1277 года погребено в Соборной Успенской церкви, по правой стороне.

## Князь Борис и Петр Ордынский
Один из князей-Джучидов, обращенный в христианство ростовским епископом Кириллом около 1259 г. и названный в крещении Петром, поселился в Ростове и там женился на дочери монгольского чиновника, чья семья тоже была христианской. Он стал известен на Руси как царевич Петр из Орды (Петр Ордынский). Ввиду монгольской религиозной терпимости, перемена религии не аннулировала права и привилегии Петра как монгольского князя. Поэтому его прибывание в Ростове считалось полезным для поддержки дружеских отношений между ростовскими князьями и ханом. Особенно дружен с Петром был князь Борис. Согласно биографу Петра, Борис так любил Петра, что всегда с ним трапезничал, и наконец, с благословения епископа, провозгласил Петра своим названым братом.
Как написано в житие Петра, который был после смерти причислен к лику православных святых, он решил построить церковь на берегу озера близ Ростова. Князь Борис, которому принадлежала эта земля, запросил огромную цену: фунт золота и десять фунтов серебра. Петр, будучи очень богатым, сразу же заплатил без составления какого-либо юридического документа. Князь Борис настоял на составлении письменного договора о покупке земли. Эти документы понадобились впоследствии внукам Петра, когда внуки Бориса предъявили претензии на эти земли.

## Семья
Жена с 1248 — княжна Мария Ярославна (1232—1297), дочь муромского князя Ярослава Юрьевича.
Дети:
- Димитрий Борисович (11 сентября 1253—1294) — князь ростовский (1278—1286, 1288—1294), князь углицкий (1286—1288);
- Константин Борисович (30 июля 1255—1307) — князь ростовский (1278—1288, 1294—1307), князь углицкий (1288—1294);
- Василий Борисович (род. 16 апреля 1268 — умер в детстве).

## В культуре
Борис Василькович стал персонажем романа Дмитрия Балашова «Младший сын» из цикла «Государи Московские».

## Источник
- Виноградов. А. Ростовские и Белозерские удельные князья // Русский биографический словарь : в 25 томах. — СПб.—М., 1896—1918.

## Летописи
- Летописный сборник, именуемый Патриаршей или Никоновской летописью // Полное собрание русских летописей. — СПб.: типография Министерства внутренних дел, 1885. — Т. 10. — 244 с.
- Лаврентьевская летопись // Полное собрание русских летописей. — СПб.: типография Министерства внутренних дел, 1846. — Т. 1. — 267 с.
- Устюжская летопись // Полное собрание русских летописей. — Ленинград: "Наука", 1982. — Т. 37. — 228 с.
- Симеоновская летопись // Полное собрание русских летописей. — СПб., 1913. — Т. XVIII.